# Engagiste
Ne doit pas être confondu avec Engagisme.
 (août 2019).
Si vous disposez d'ouvrages ou d'articles de référence ou si vous connaissez des sites web de qualité traitant du thème abordé ici, merci de compléter l'article en donnant les références utiles à sa vérifiabilité et en les liant à la section « Notes et références ».
Engagiste est dans l'Ancien Régime une personne acquérant une seigneurie par engagement.

## Origine
Les juristes ont tenté à plusieurs reprises de rendre le domaine royal inaliénable pour éviter les luttes auxquelles la remise du domaine royal en apanage avait donné lieu.
Les besoins d'argent pour financer les guerres ont amené le roi à réunir les États généraux pour lever de nouveaux impôts, mais encore fallait-il qu'il ne fasse pas des donations d'une partie de son domaine qu'il gérait comme sa propriété privée. 
Avec la bulle Clericis laicos, en 1296, va commencer l'affrontement entre le pape Boniface VIII et le roi Philippe le Bel. Il va atteindre son maximum quand le pape publia la bulle Unam Sanctam qui affirme la suprématie de l'Église sur l'État : "Il est de nécessité de salut de croire que toute créature humaine est soumise au pontife romain : nous le déclarons, l’énonçons et le définissons". Le roi réagit d'une manière radicale en envoyant Guillaume de Nogaret enlever le pape à Anagni. Cet affrontement va avoir plusieurs conséquences malgré l'échec d'Anagni :
- les légistes du roi vont rappeler l’indépendance du pouvoir temporel par rapport au pouvoir spirituel dans le domaine de la Couronne,
- le roi n'est que l'usufruitier du domaine de la Couronne, cet argument va servir au cours de l'assemblée de Vincennes en 1329,
- la formulation de la doctrine gallicane.

En septembre 1329, Philippe VI réunit une assemblée à Paris et à Vincennes avec des représentants ecclésiastiques et civils dans le but de mettre fin aux conflits entre juridictions spirituelle et temporelle en France. Au cours de celle-ci, Pierre de Cuignières a été conseiller, avocat du roi puis président au parlement de Paris et enfin, président de la chambre des Comptes. Il pose devant l'assemblée la thèse de l'imprescribilité et l'inaltérabilité  des droits attachés à la Couronne de France, le roi ne peut aliéner ces droits qui ne sont pas sa propriété personnelle mais ceux de la couronne. Il tire de cette thèse que la juridiction spirituelle ne peut connaître des affaires temporelles. Les droits de l'Église sont défendus par Pierre Roger, archevêque de Reims avant de devenir pape sous le nom de Clément VI, et Pierre Bertrand, évêque d'Autun. L'attaque des légistes et des barons contre les empiètements de l'Église n'aura pas de conséquence immédiate, mais une influence progressive.
La première mention de cette inaltérabilité apparaît en 1364 dans le serment du sacre. Il semble que ce soit Louis XI qui ait le premier fait ce serment au moment de son sacre, en 1461. Il lui est rappelé qu'il n'a qu'une "administration et usage" du domaine royal. Ce serment n'empêchera par les rois de continuer à faire des cessions de parts du domaine malgré la protestation des cours souveraines.
En 1506, Louis XII annule un traité qu'Anne de Bretagne lui avait imposé pour le mariage de sa fille Claude de France avec Charles Quint sous le prétexte qu'une partie du domaine royal - Bretagne[réf. nécessaire], Bourgogne et comté de Blois - aurait été mis hors de l'autorité du roi. Il a obtenu l'accord des États généraux réunis à Tours.
Cette condition d'inaltérabilité du domaine royal a été utilisée par François Ier à la suite des protestations des États de Bourgogne pour prononcer la nullité du traité de Madrid de 1526 qui le contraignait de renoncer à l'Artois, la Flandre et la Bourgogne. La nullité a été prononcée en décembre 1527 au cours d'un lit de justice au parlement de Paris. Le premier président, Jean de Selve, invoque le mariage entre le roi et ses sujets et que "le droit de ce mariage que ledit Seigneur est tenu de garder, est d'entretenir et conserver les droits de sa Couronne".

## Seigneur par engagement
C'est l'édit de Moulins de 1566 complété par l'ordonnance de Blois de 1579 qui vont fixer les règles de gestion du domaine royal et faire disparaître la clause d'inaltérabilité du serment du sacre.
L'édit a prévu deux exceptions à l'inaltérabilité :
- le roi peut constituer des apanages puisqu'ils sont soumis à la réserve des droits régaliens et reviennent à la Couronne en l'absence d'héritier mâle en ligne directe,
- l'engagement d'un bien de la Couronne parce que l'engagiste n'en a que la jouissance. Le roi a la possibilité perpétuelle de reprendre le bien engagé à tout moment en remboursant l'acquéreur de son prix.

## Domaines engagés
À la fin de l'Ancien Régime, sous la Révolution et après, les domaines engagés furent l'objet de nombreuses polémiques.